# Sainte-Marie (Nièvre)
Sainte-Marie è un comune francese di 100 abitanti situato nel dipartimento della Nièvre nella regione della Borgogna-Franca Contea.

## Società

### Evoluzione demografica
Abitanti censiti